# Chiesa di Sant'Anna a Bagnoli

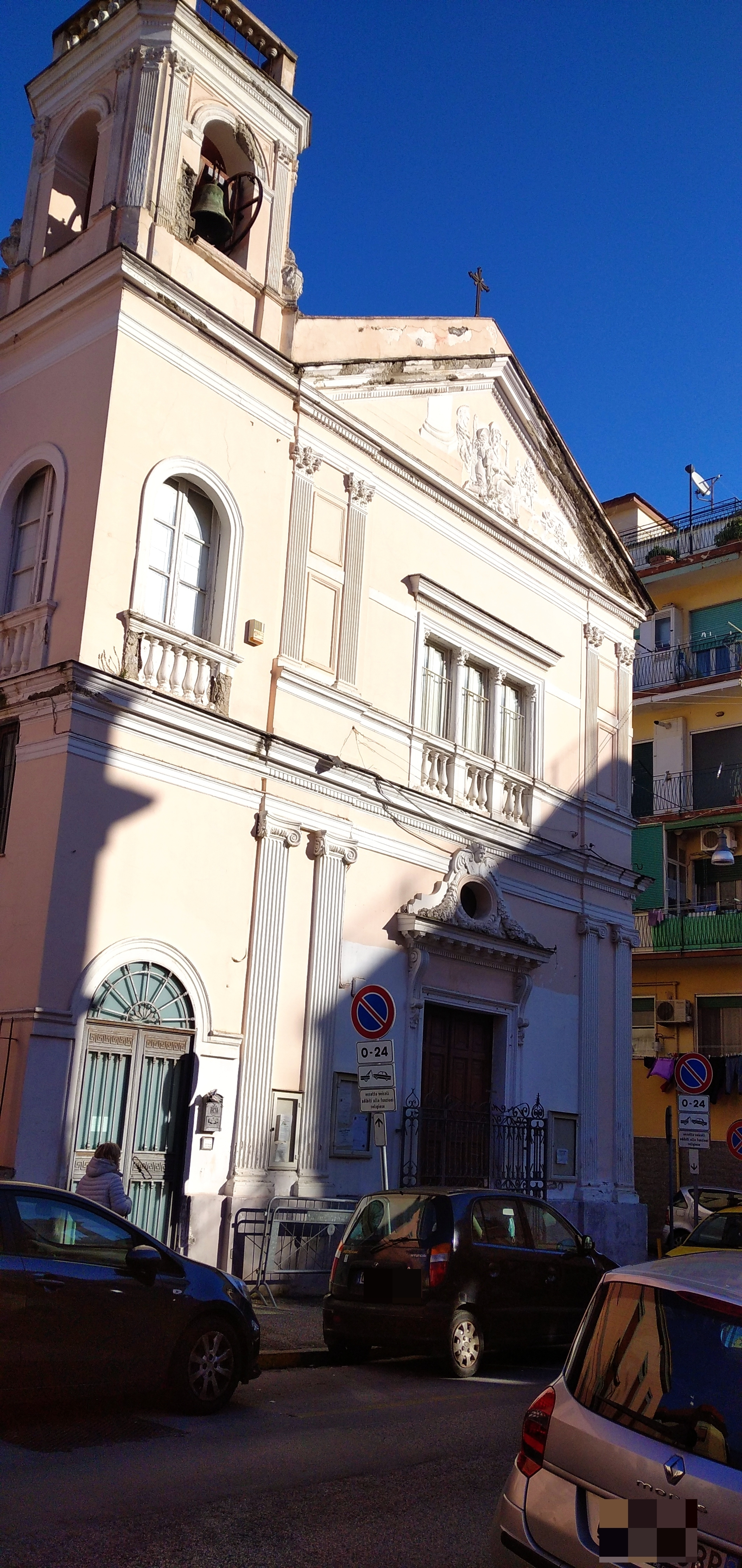
La facciata ed il campanile

La chiesa di Sant'Anna a Bagnoli è una delle chiese storiche di Napoli; è situata nel quartiere Bagnoli in via Eurialo 44.
Venne costruita nel 1918 dall'ingegnere Giuseppe Lepre, grazie al costante impegno di Suor Giuliana Marcellino che utilizzò il denaro derivante dalle offerte dei fedeli.
La consacrazione solenne dell'edificio religioso avvenne il 26 maggio 1929, mentre nel 1970 subì un corposo restauro.
Tra le opere dell'interno, si ricorda una rappresentazione policroma in cartapesta di Sant'Anna (XIX secolo), di artista sconosciuto.
La facciata è disposta su due ordini ed è delimitata, su ciascun lato, da due coppie di lesene sovrapposte.
La chiesa appartiene alla diocesi di Pozzuoli.